# Scotopteryx divisa
Scotopteryx divisa là một loài bướm đêm trong họ Geometridae.